# ناوشکن نیکی
ناوشکن نیکی (به انگلیسی: Greek destroyer Niki) یک کشتی بود که طول آن ۶۷ متر (۲۲۰ فوت) بود. این کشتی در سال ۱۹۰۶ ساخته شد.